# 第6飛行師團 (日本陸軍)
第6飛行師团（だいろくひこうしだん）是日本陸軍的航空師团之一。

## 沿革
1942年11月（昭和17年），为了应对美国在南太平洋地区空中力量的增加而组建该飞行师团，隶属第八方面军。部队从满洲等部队中抽调出来，在拉包尔设立总部。在新几内亚东部地区担负空战和护航，但实力逐渐下降。
1943年4月（昭和18年），总部从拉包尔迁至新几内亚东北部的韦瓦克机场。1943年7月，第7飞行师团的主力迁往新几内亚，将总部安置在靴子里，以支援陷入困境的第6飞行师团。随着两个飞行师团在这个方向上的部署，成立第四航空军辖这些飞行师团。
1943年8月17日至18日，美国第五航空队袭击韦瓦克和布茨机场，第6和第7飞行师团遭受重创。1943年10月，第7飞行师团撤退到印度尼西亚安汶。
1944年3月26日从韦瓦克搬到查亚普拉。 4月22日，美军步兵第41师等开始在查亚普拉登陆，基地部队翻山越岭，不惜代价撤退到萨尔米斯。该师失去力量，于同年8月解散。

## 師团概要
- 司令部通称号：洋9301
- 使用機種：九九式雙發輕轟炸機・一式战斗机・三式战斗机・一〇〇式司令部偵察機・九九式攻擊機

### 歷代師團長
- 板花義一 中將：1942年11月26日 -
- （代理）稻田正純 少將：1944年4月1日 - 5月31日

### 最終司令部構成
- 参謀長：德永賢治大佐
  - 参謀：岡本貞雄中佐
  - 参謀：首藤忠男少佐
  - 参謀：杉村良夫少佐
  - 参謀：上田出少佐
- 高級副官：宮崎敏美中佐
- 経理部長：伊藤光信主計大佐

### 最終所属部隊
战斗部隊
- 独立飛行第83中隊（軍偵）：宮永築大尉
- 飛行第10战隊（司偵）：下村兵一中佐
- 飛行第33战隊（战斗）：福地勇雄少佐
- 飛行第34战隊（軽爆）：福地勇雄少佐
- 飛行第63战隊（战斗）：原孫治少佐
- 飛行第208战隊（軽爆）：加島誠輝中佐
- 飛行第248战隊（一式战）：黑田武文少佐
- 白城子陸軍飛行学校教導飛行团：森玉德光大佐

飛行場部隊
- 白城子教導航空地区司令部：浅田宰中佐
  - 第25飛行場大隊（重爆）
  - 第47飛行場大隊（軽爆）
  - 第48飛行場大隊（偵察） 　 　
  - 第51飛行場大隊（战斗）
  - 第209飛行場大隊（軽爆）
  - 第5野战飛行場設定隊
  - 第6野战飛行場設定隊
  - 第10野战飛行場設定隊
  - 第11野战飛行場設定隊
- 第12航空地区司令部：小原重藏中佐
  - 第21飛行場大隊（战斗）
  - 第22飛行場大隊（战斗）